# Tozeur
Tozeur  (în arabă توزر ) este un oraș-oază  în  Tunisia, situat în partea de sud-vest a țării. Este reședinta  guvernoratului Tozeur. Casele acestui pitoresc oraș sunt construite exclusiv din cărămizi netencuite, ceea ce îi conferă un specific aparte. Aici se găsește și un important Muzeu de Etnografie.

## Galerie de imagini

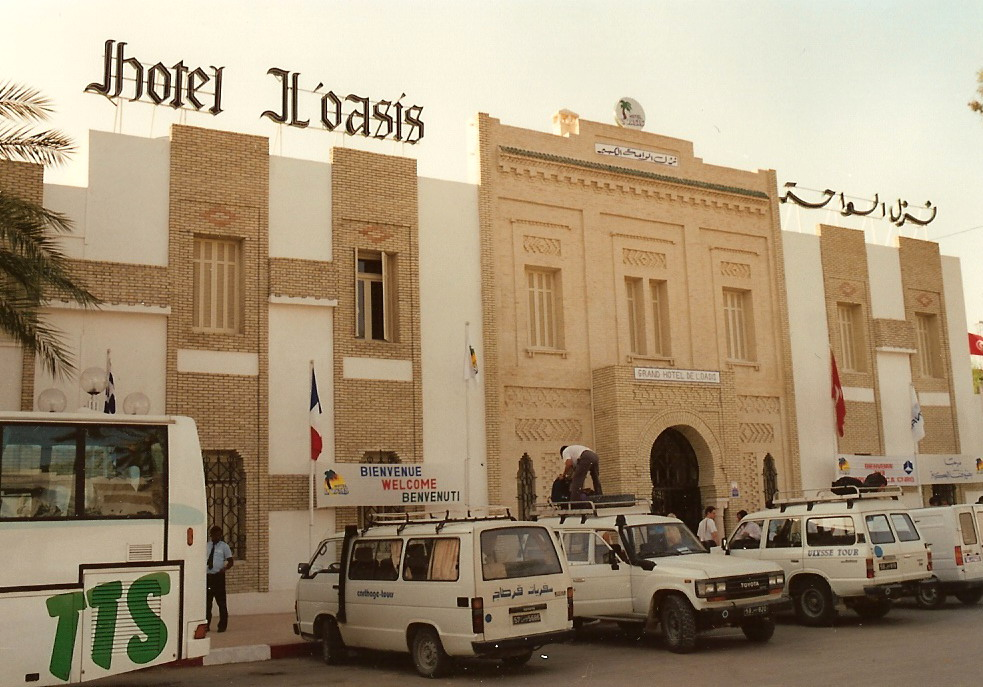
Tozeur
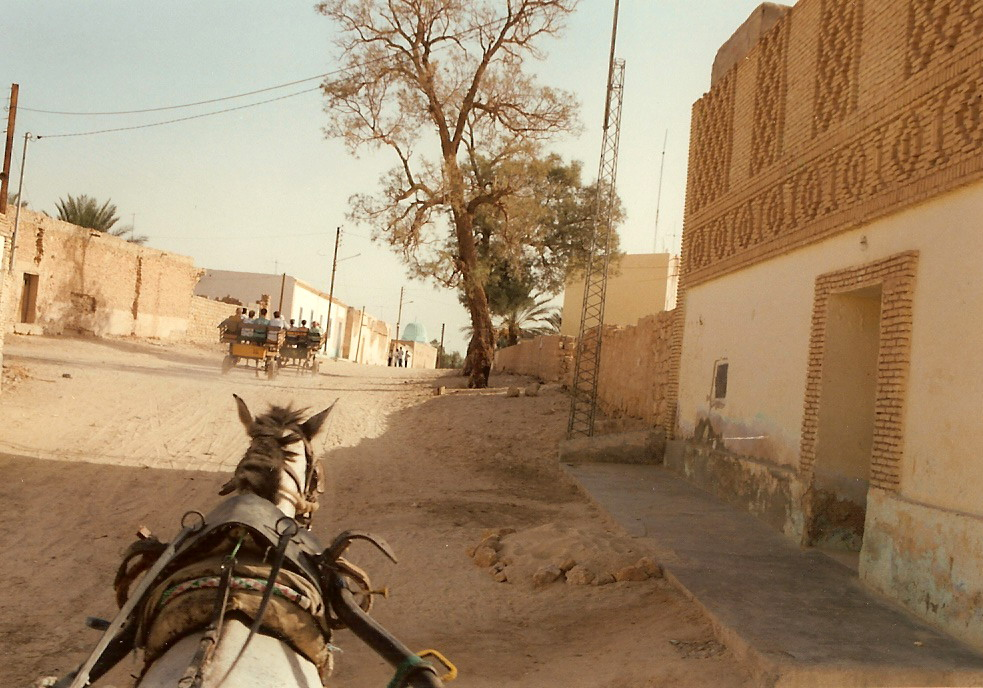
Tozeur
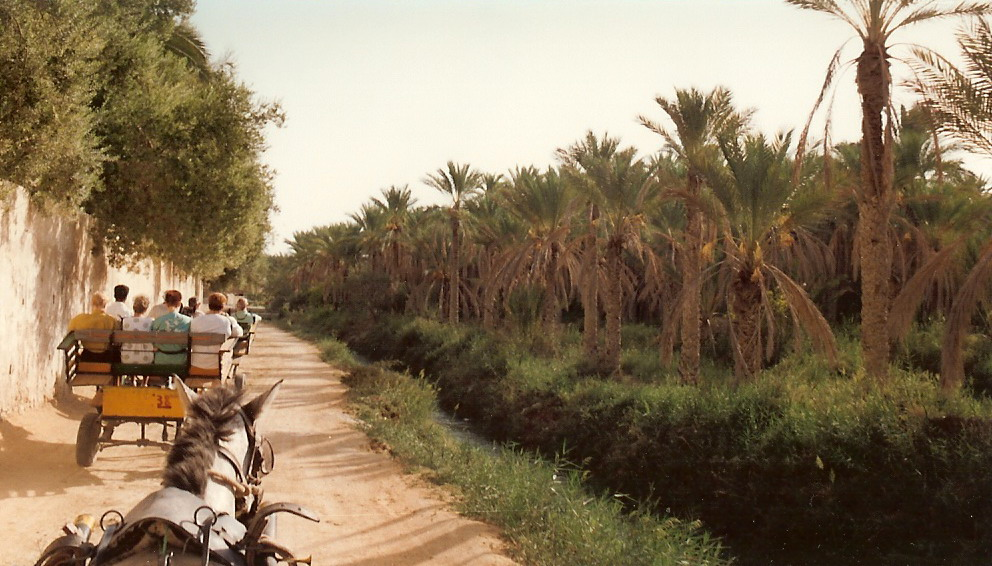
Tozeur
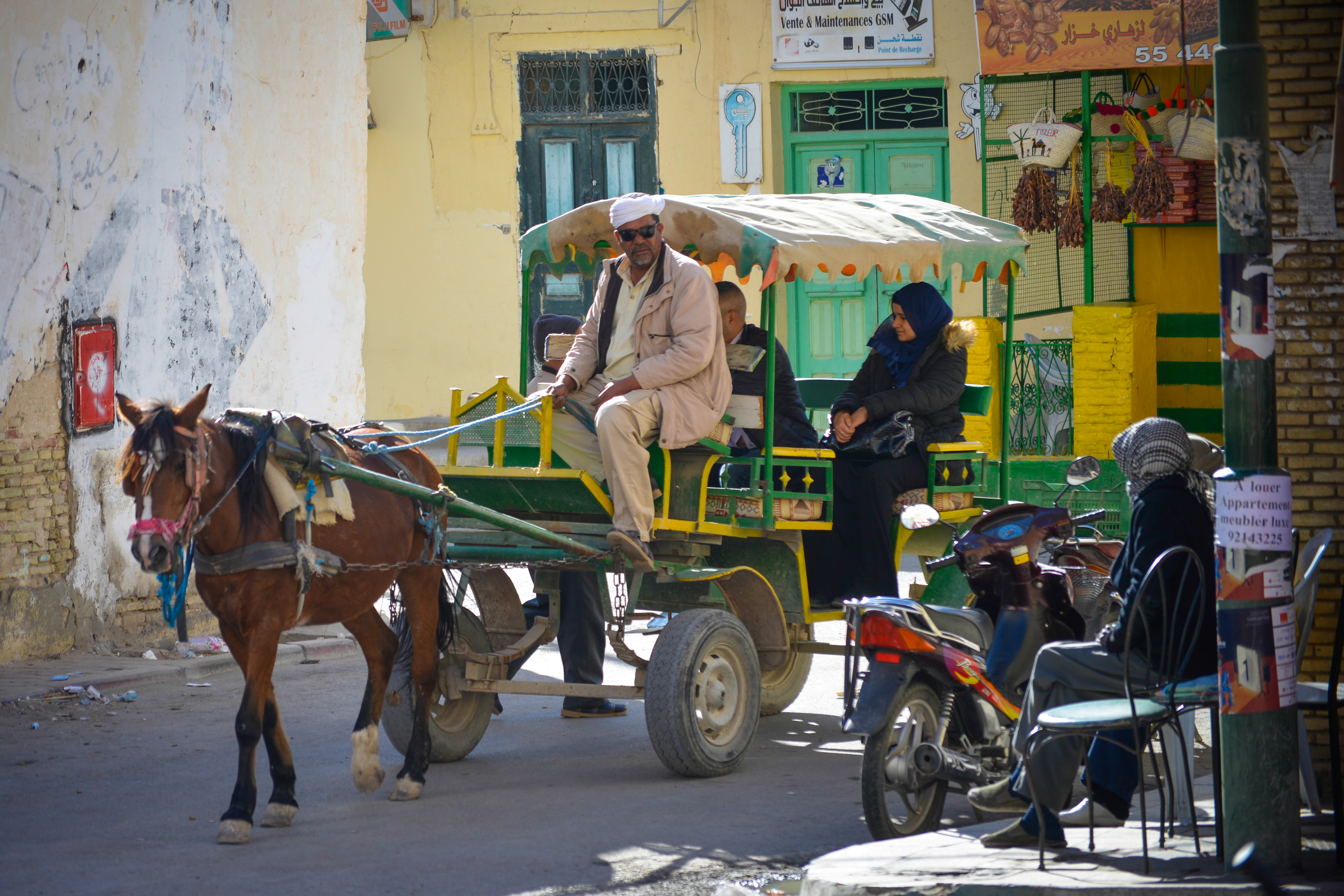
Tozeur
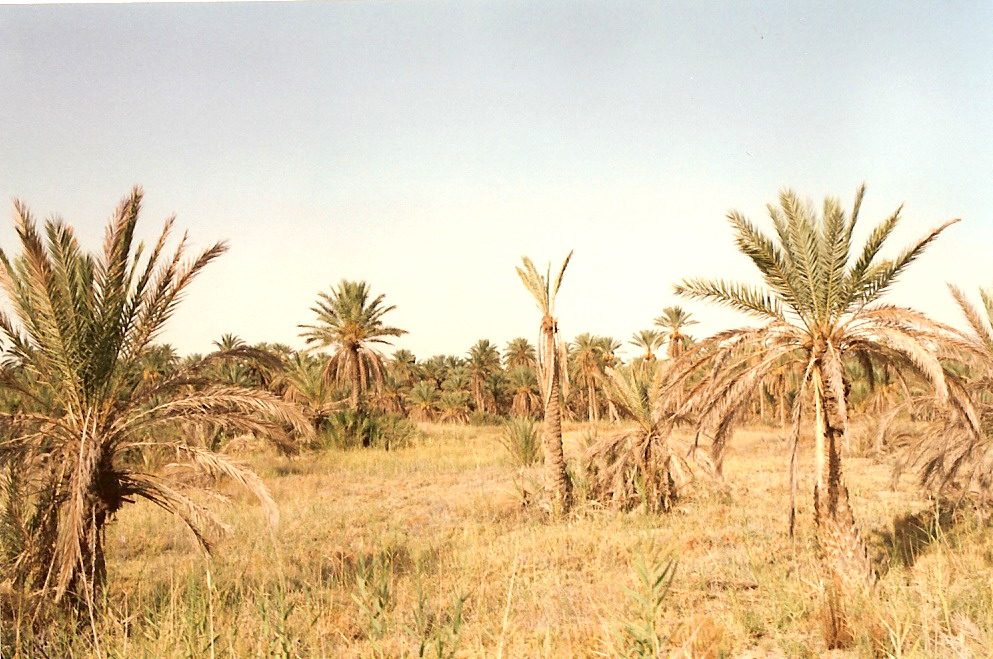
Tozeur
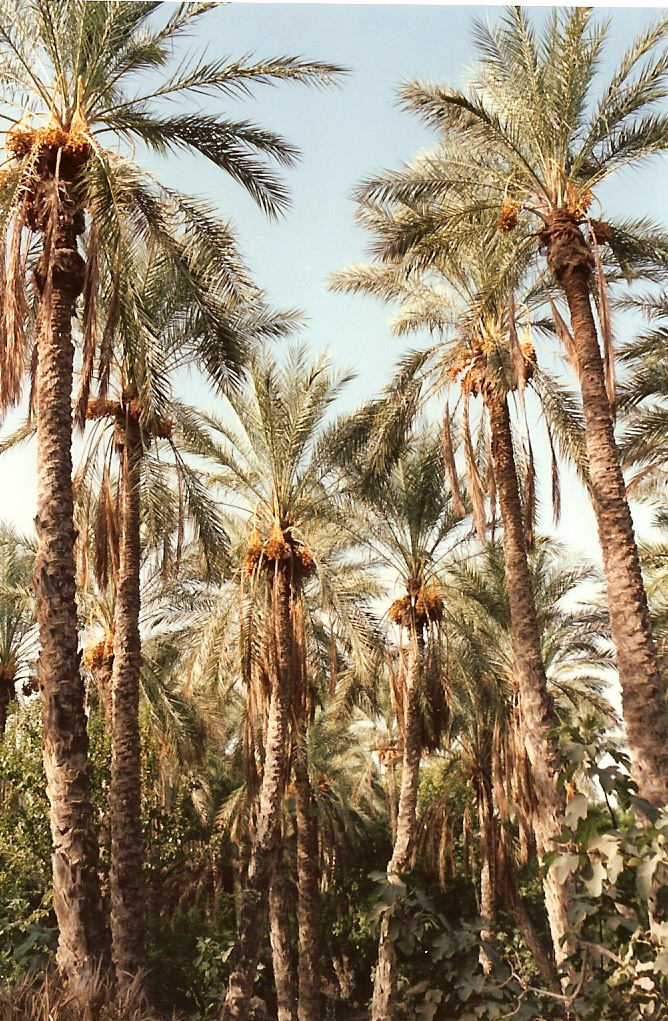
Tozeur